# Firhouse
Firhouse är en ort i republiken Irland.   Den ligger i provinsen Leinster, i den östra delen av landet, 8 km sydväst om huvudstaden Dublin. Firhouse ligger 84 meter över havet och antalet invånare är 6 859.
Terrängen runt Firhouse är kuperad söderut, men norrut är den platt. Runt Firhouse är det tätbefolkat, med 319 invånare per kvadratkilometer. Närmaste större samhälle är Dublin, 8,3 km nordost om Firhouse. Runt Firhouse är det i huvudsak tätbebyggt.